# Свята Сара
Свята Сара, також відома як Сара ла Каллі (фр. Sara-la-Kali, ром. Sara e Kali), Калі Сара або Чорна Сара (фр. Sara la noire) — міфічна захисниця ромського народу. Центром шанування цієї святої є поселення Святої Марії Морської (franc.), регіон Прованс-Альпи-Лазурний берег. Це місце паломництва ромів на півдні Франції. За з легендою, свята Сара була служницею однієї з Трьох Марій і разом з нею під час гонінь на ранніх християн в Єрусалимі вона досягла берегів Франції.

## Легенда про трьох Марій

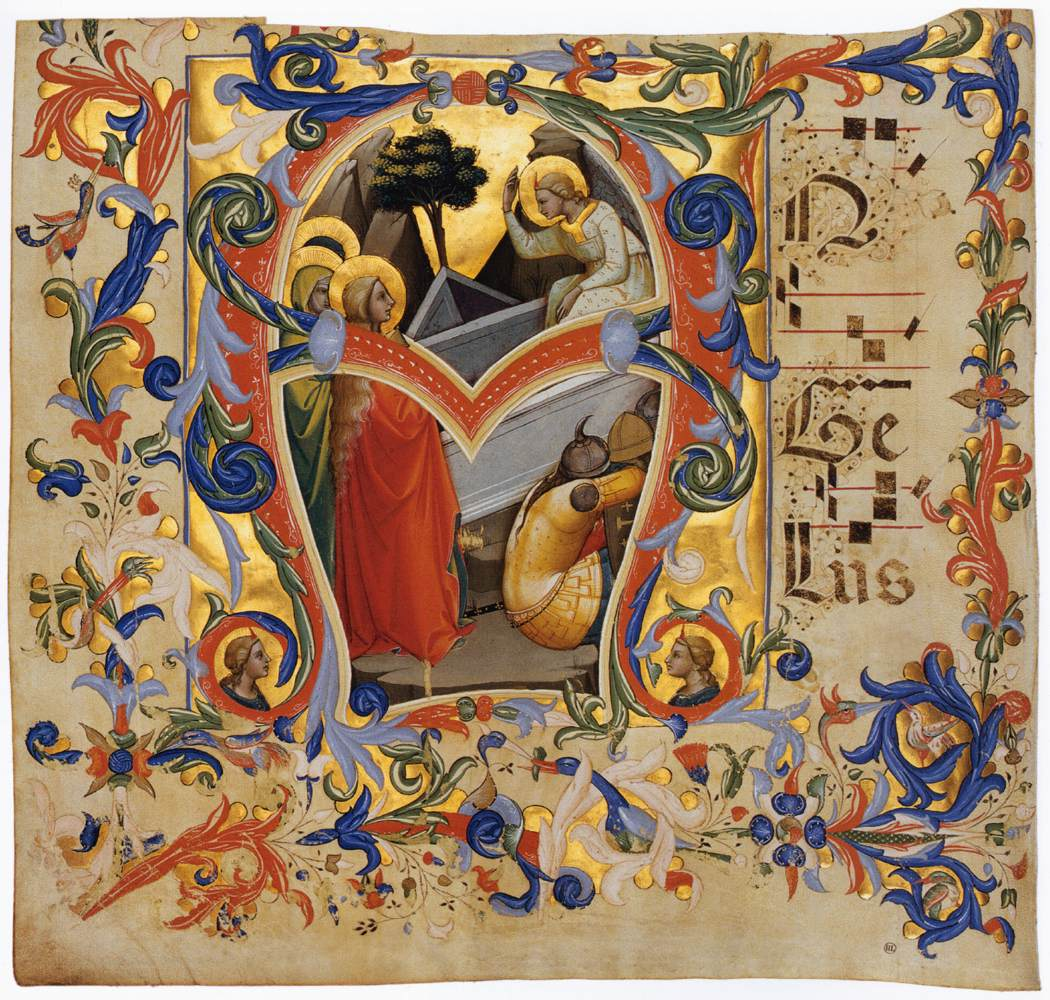
Три Марії біля гробниці (Лоренцо Монако, 1396, Лувр)

За різними легендами, під час великих гонінь на перших християн в Єрусалимі влада робила все, щоб усунути послідовників Ісуса, особливо апостолів і друзів Ісуса. З цим наміром вони загнали Лазаря, якого воскресив Ісус, його сестер Марту і Марію, Марію Саломію (матір апостолів Іоанна та Якова), святу Марію Клеофіну і Саломію та кількох учнів Ісуса в корабель без весел і вітрил. Серед них була учениця Ісуса Сара ла Калі, уродженка Верхнього Єгипту, яка, за деякими легендами, була чорношкірою служницею однієї з трьох Марій, найчастіше Марії Клеофіни. Намір єрусалимської влади полягав у тому, щоб убити їх без пролиття крові — голодом, спрагою або у хвилях Середземного моря.
Божим дивом корабель дуже швидко досяг південного узбережжя Франції, поблизу нинішнього Марселя. Оскільки Лазар і його товариші по кораблю розмовляли грецькою мовою, було легко встановити зв'язок із населенням. Висадилися не всі. Марія і Сара залишилися на кораблі. Пропливли ще трохи. Місце, яке призначив їм Всевишній для євангелізації, було названо на їхню честь, яке воно носить і понині — Свята Марія Морська (franc.).
За іншою традицією, Сара вітала Трьох Марій, коли вони прибули до Галлії. Франц де Віль у своїй книзі «Традиція ромів у Бельгії» 1956 року пише:
|  | Серед перших, хто отримав перше одкровення, була Сара Калі. Вона була благородною статі та старшим її племенем на берегах Рона. Вона знала секрети, які вони були передані їй ... Рома практикувала політистську релігію в той період, і раз на рік вони були на плечій статуї богині (Астарті) і вступила в море, щоб отримати благословення. Одного разу Сара мала бачення, які святі, які відвідували смерть Ісуса, і повинні їм допомогти. Сара побачила, як вони прибувають на човні. Море було неспокійним, і човен погрожував перекинутися. Мері Салома кинула халат на хвилях, і Сара, використовуючи його як плот, відплив до святих і допомогла їм дістатися до материка, молячись ... |

Хоча легенда про прибуття Трьох Марій до Франції походить з пізнього Середньовіччя, ця подія згадується раніше, наприклад, у найвідомішому середньовічному агіографічному збірнику «Золота легенда» (лат. Legenda aurea, або «Легенда про святих» лат. Legenda sanctorum) з ХІІІ століття. Образ святої Сари вперше з'явився в книзі Вінсента Філіппона «Легенда про святу Марію» (franc.) з 1521 року, де вона була представлена як благодійниця, яка допомагає людям, збираючи милостиню, що призвело до загальної думки, що вона циганка. Після цього роми в Саарі прийняли її як свою святу.

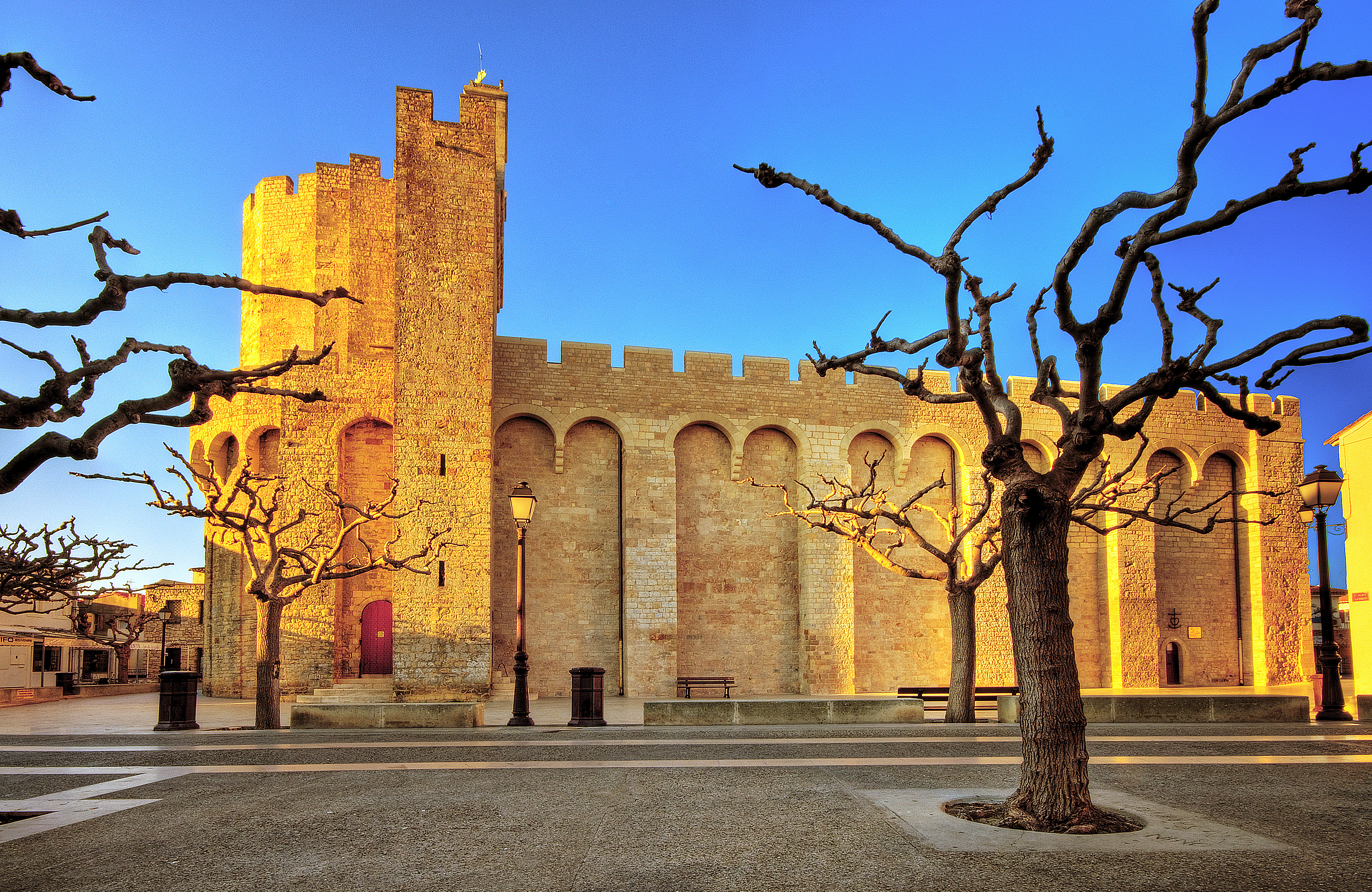
Костел Божої Матері Морської

## Святилище
У поселенні Святої Марії Морської, він був побудований на честь Богородиці в ХІІ столітті. століття церква Богоматері Морської, сьогодні охороняється французьким законодавством як пам'ятка культури. У крипті цієї церкви як реліквії зберігаються статуї Марії Клеофіни, Марії Саломеї та Марії Магдалини. У склепі також знаходиться могила святої Сари ла Калле, а також її статуя.

## Паломництво

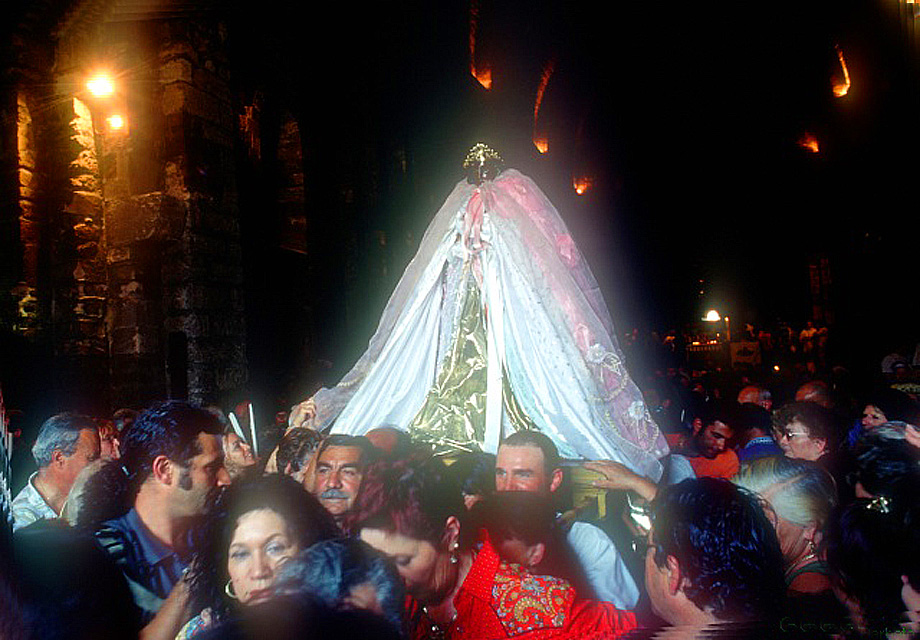
Процесія зі статуєю святої Сарри

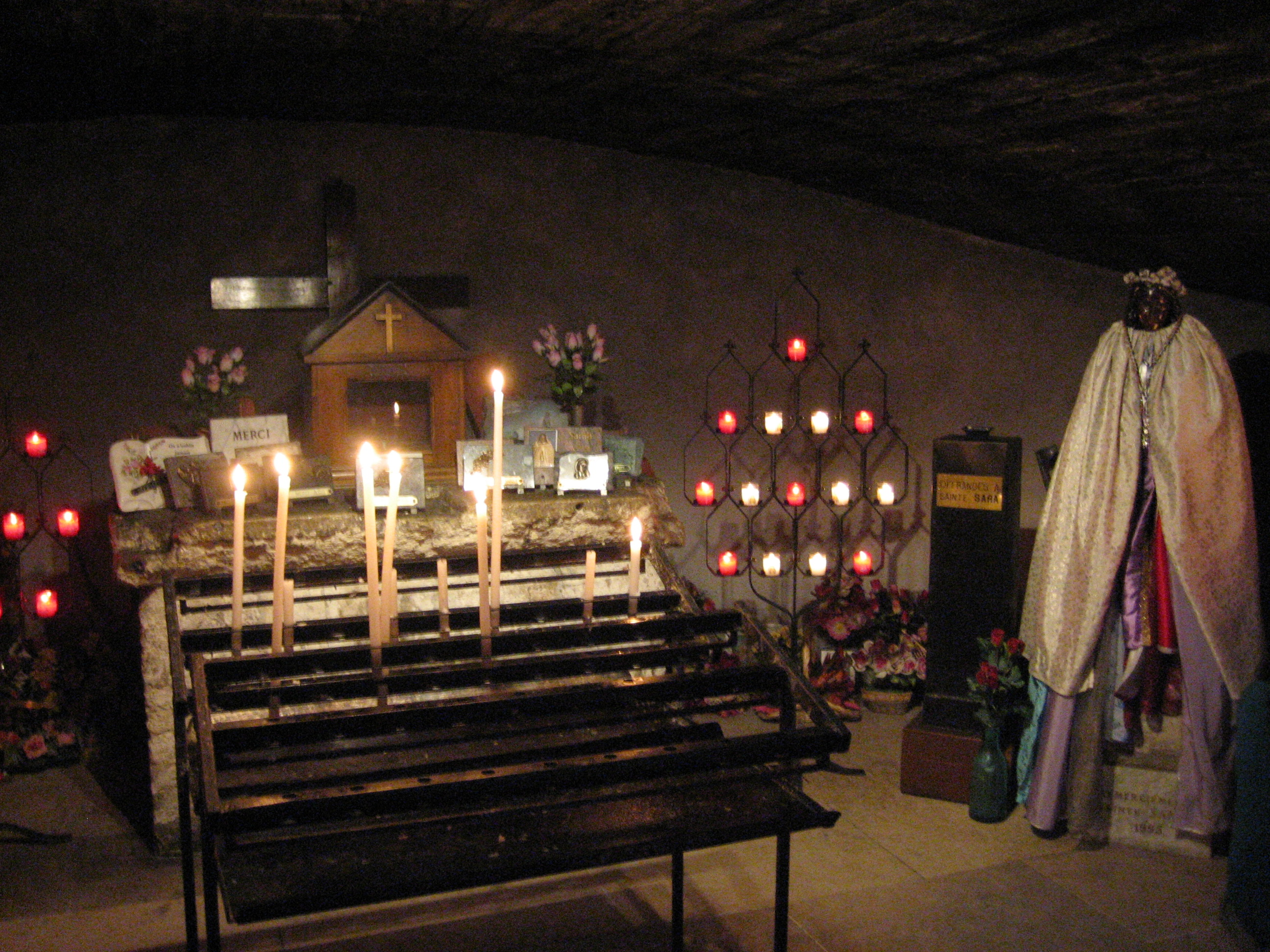
Інтер'єр склепу, де зберігаються мощі, гробниця святої Сари та її статуя

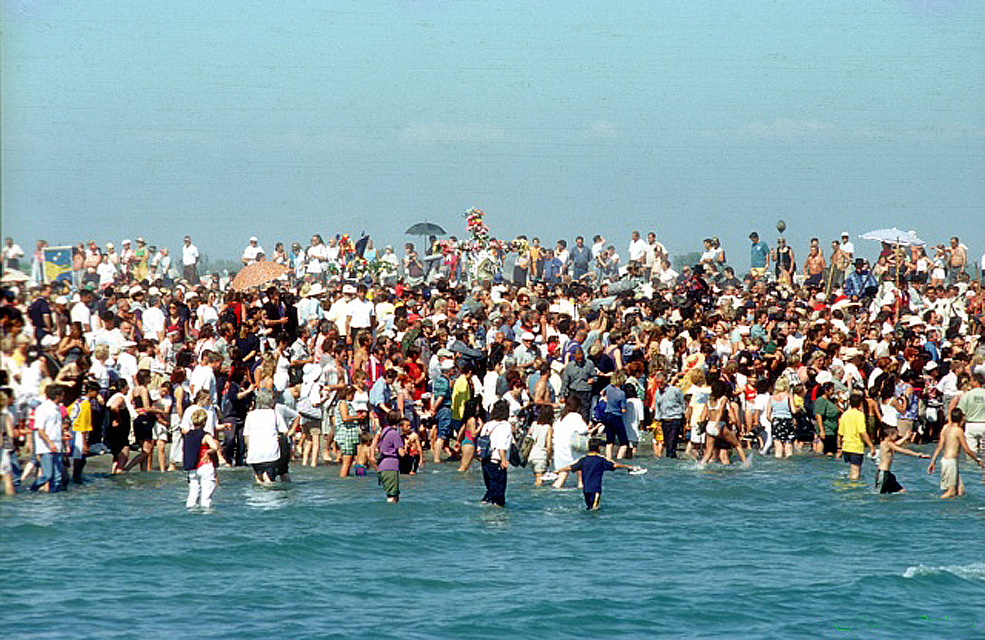
Ритуальне купання під час паломництва

Щороку 24 і 25 травня проводиться великий ромський фестиваль на честь святої Сари. День паломництва — 24 число. Цього дня статую святої Сари разом зі статуями Марії Клеофіни та Марії Саломеї вивозять до моря, щоб символічно повторити прибуття до Франції. На фестиваль збираються тисячі ромів-католиків з усієї Європи, переважно з Франції, Італії, Румунії, Іспанії та Португалії.
Після меси в костелі розпочинається процесія на чолі з вершниками з червоним прапором із золотим хрестом, і багато учасників намагаються доторкнутися до статуй і поцілувати їх, вигукуючи «Хай живе свята Сарра!». Співаючи та молячись, процесія зі статуєю спускається на берег і входить у море. Статую, одягнену в різноколірний циганський одяг, спеціально виготовлений щороку, обприскують морською водою. Після цього ритуалу на березі моря відбувається молебень, який очолюють священники домініканського ордену. У молитві беруть участь тисячі ромів, туристів і місцевих жителів, урочисто одягнених у провансальські народні костюми.
Тисячі ромів-католиків приходять до цього храму, щоб охрестити своїх дітей.

### Наукові теорії
Деякі автори проводять паралелі між цією церемонією та поклонінням індуїстській богині Калі (форма Дурги). Рональд Лі у своїй книзі «Ромська богиня Калі Сара» (engl.) з 2001 року, зазначає:
|  | Якщо ми порівнюємо цю церемонію з церемоніями у Франції, у Светі Сара (названа "Сара Е Калі" в Ромі), ми можемо усвідомити, що поклоніння Калі / Дурга / Сара було перенесено на християнську фігуру ... у Франції, на Неіснуючий "святий" під назвою Сара, яка насправді є частиною обожнення богині Калі / Дурга / Сара серед певних груп Індії. |

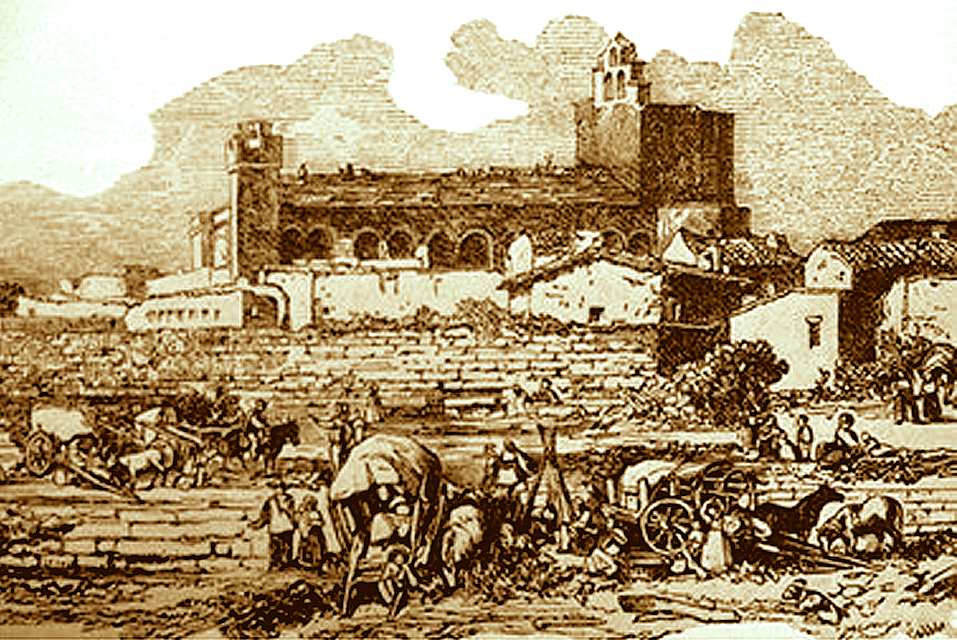
Група ромів у поселенні Святої Марії Морської 1852 року
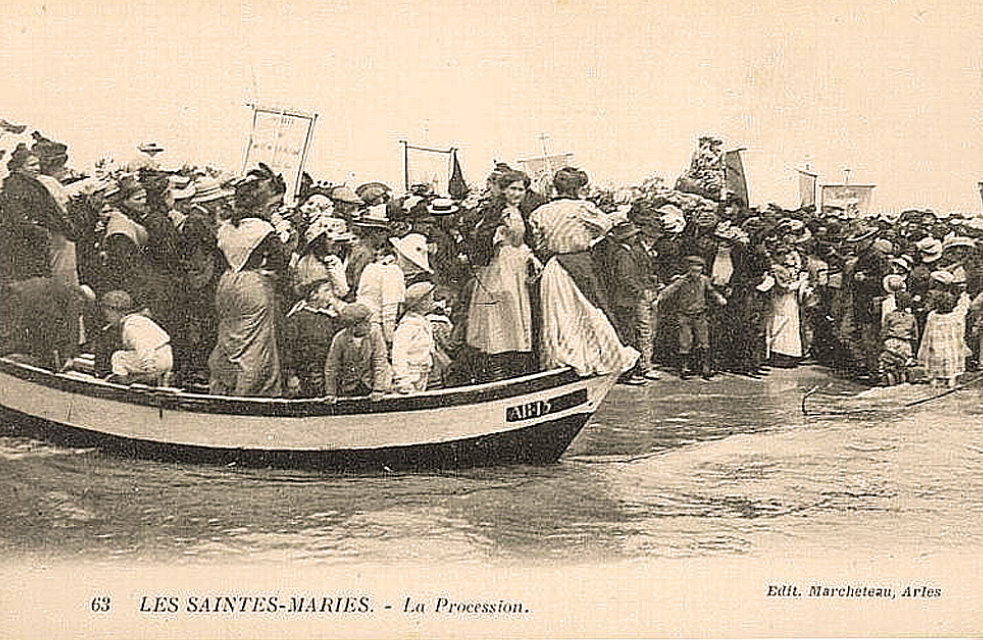
Хресна хода на початку ХХ ст
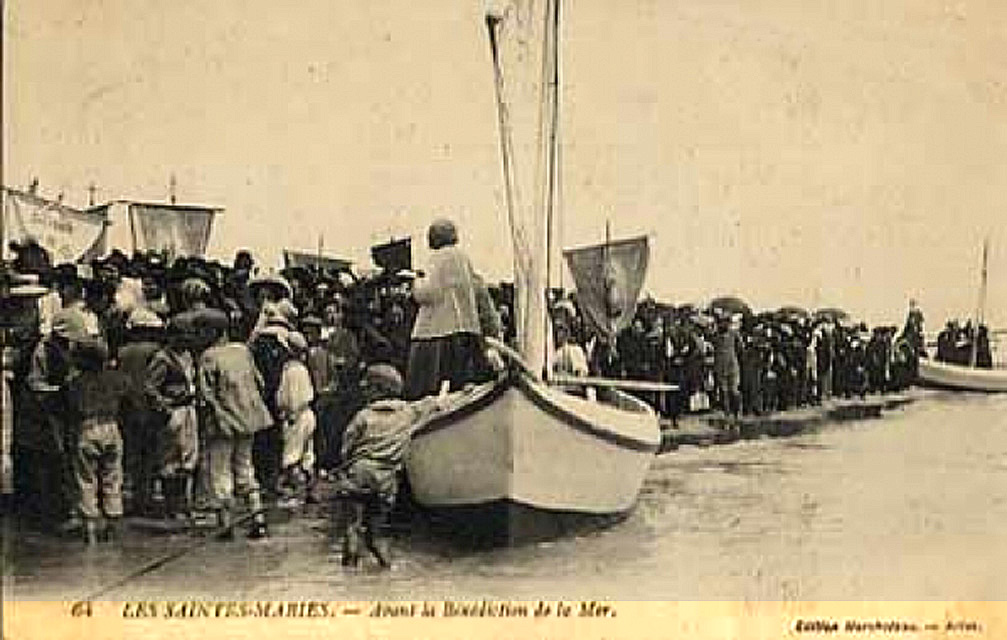
Молитва на березі, зі священиками бенедиктинцями, початок 20 ст
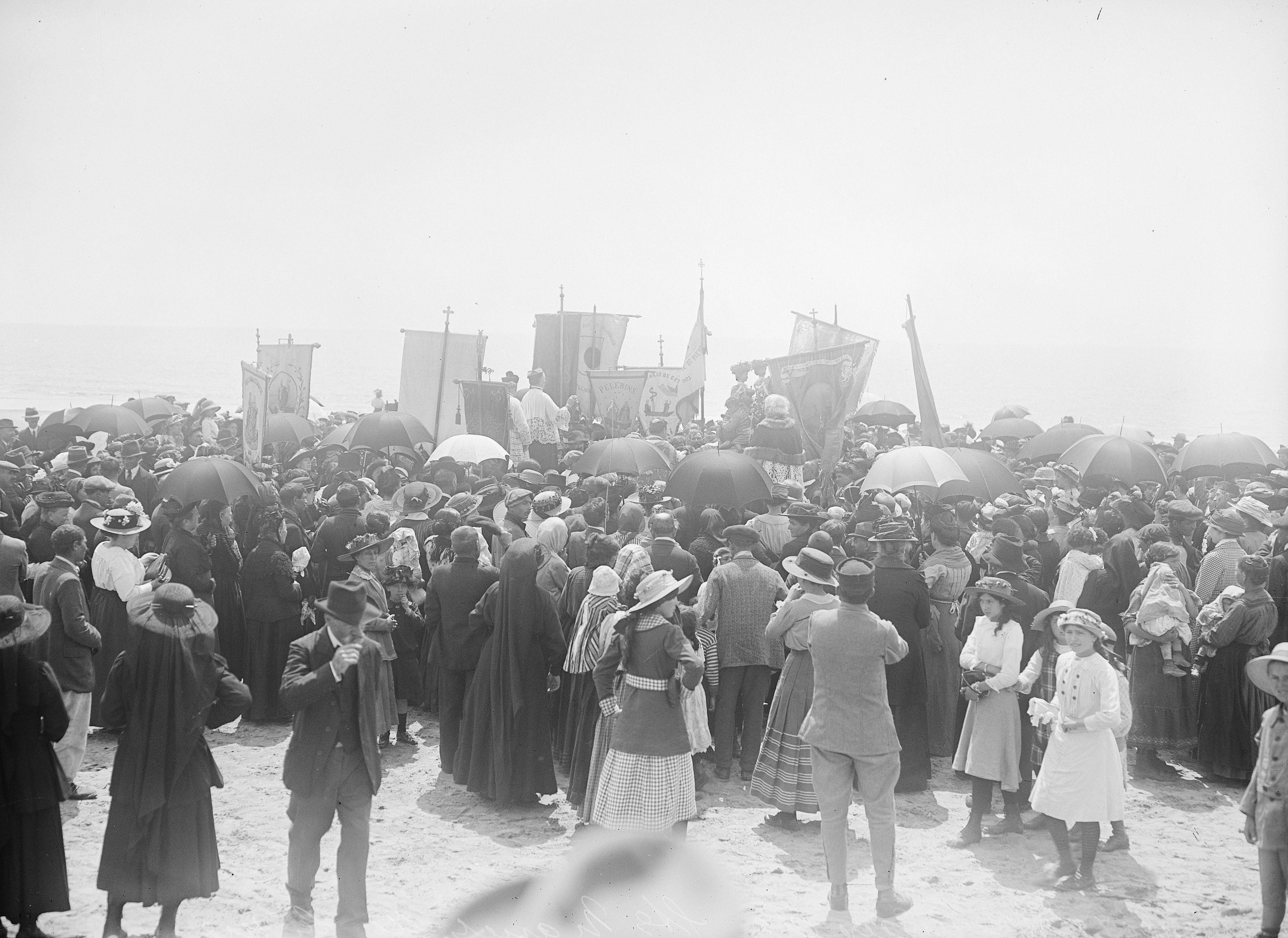
Хресна хода 1917 року
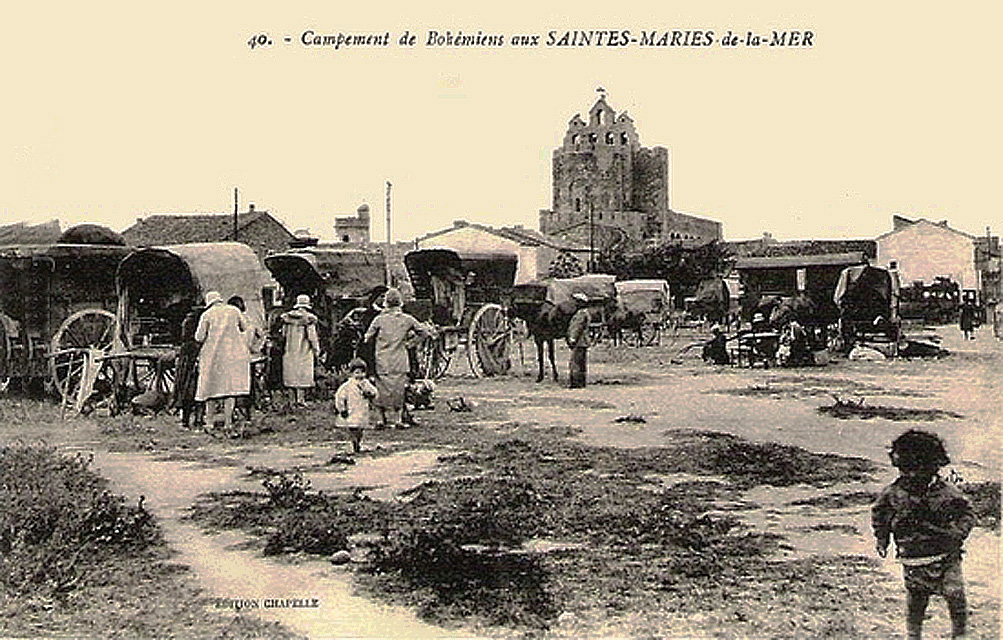
Група ромів у поселенні Святої Марії Морської в 1920 році
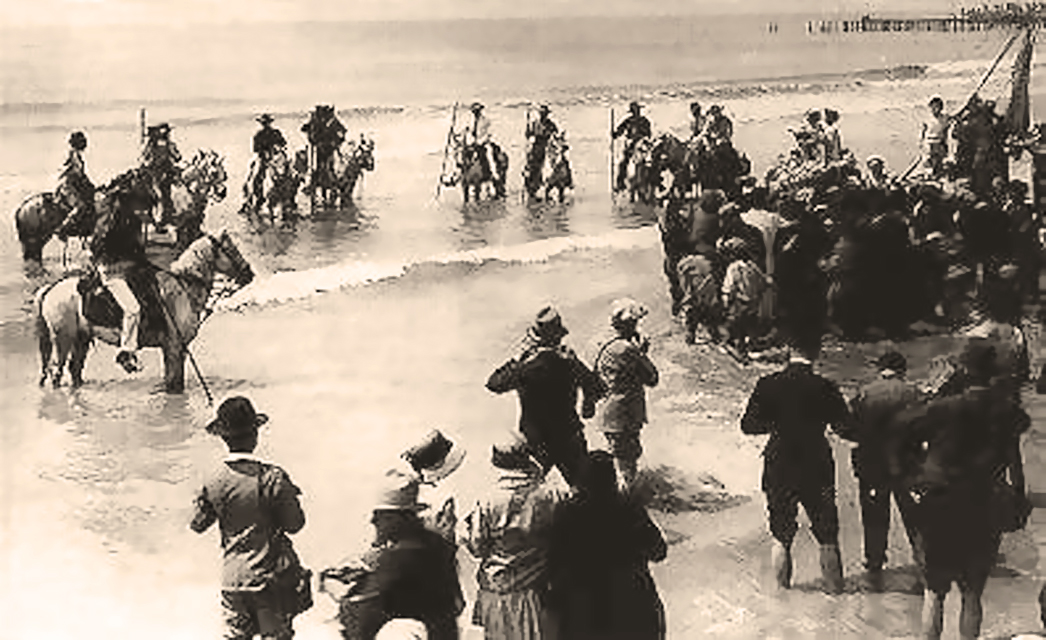
Богомольці на хресній ході 1935 р

## Свята Сара в масовій культурі
Деякі автори, серед інших, Маргарет Старберд у книзі «Втрачена наречена Христа та Святий Грааль» і Фріда Хаснайн у книзі «Пошук історичного Ісуса», які розглядають теми псевдоісторичного в Книга «Свята кров, святий Грааль» Майка Бейджента свідчить про те, що Сара була дочкою Ісуса Христа та Марії Магдалини. Ці ідеї популяризували Ден Браун у своєму романі «Код да Вінчі», Аарон Манусов у своєму романі «Сон Ахави» та Елізабет Каннінгем у «Хроніках Мейв». Місцеве населення ці припущення відкидає.
- У романі «Лінія Розабала» автор Ашвін Сангі стверджує, що Сара ла Калі належить до трьох індуїстських богинь — Сарасваті, Лакшмі та Калі — богинь знання, багатства та влади, які символізують триєдність жіночої сили.[18]
- У романі Пауло Коельо «Відьма з Портобело» кілька разів згадується свята Сара.[19]
- Сюжет трилера «Караван до Ваккареса» Алістера Макліна 1970 року. Її поставили під час паломництва до Сан-Марі-дю-ла-Мер.
- Статуя святої Сари з'являється в документальному фільмі Тоні Ґатліфа «Latcho drom» ("Безпечна подорож ") 1993 року, де показана процесія, під час якої її ведуть до моря.
- У французькому повнометражному фільмі "Коркоро " (Korkoro) 2009 року, також автором Тоні Ґатліфа, роми часто моляться святій Саррі.
- У 2018 році шведський стріт-артист Чон (Czon) малював портрет Сари Ла Калле перед церквою в Сан-Марі-дю-ла-Мер[20].